# Torre Ibèrica del Turó dels Dos Pins
La Torre Ibèrica del Turó dels Dos Pins es troba al Parc de la Serralada Litoral, concretament a Cabrera de Mar (el Maresme), inclòs a l'Inventari del Patrimoni Arqueològic i Paleontològic de Catalunya.

## Descripció
La primera constatació de la seua existència és de 1979, tot i que, malauradament, ja s'hi havia observat l'actuació dels furtius. S'hi han fet diferents actuacions entre aquesta data i el 1995. La construcció correspon a l'ibèric ple (previ a l'ibèric final, sense presència d'elements romans). És una torre de base rectangular de 12 x 6 metres amb diverses estances adjacents. El conjunt serví probablement per allotjar una guarnició de guaita per a controlar el pas cap al poblat d'Ilduro (situat una mica més amunt).
La torre la formaven panys de paret paral·lels (amb l'espai intermedi reomplert) i es calcula que podia haver tingut una altura d'entre 11 i 14 metres. Entre les estances adjacents hi ha importants quantitats de tovot. La construcció es data al darrer terç del segle iii aC, durant el període de la Segona Guerra Púnica i només es mantingué activa uns 30 anys. En un ampli radi s'ha localitzat una necròpoli i també altres estances (molt malmeses), que podrien haver constituït un hàbitat agrícola dispers.

## Accés
És ubicada a Cabrera de Mar: pujant per la pista que surt del poble cap a la Font Picant de Cabrera, ens aturem davant del trencall que mena a les cases de la Urbanització L'Altura. La torre es troba a 80 metres dins del bosc (en direcció NE) i no hi ha camí marcat. Coordenades: x=448908 y=4598119 z=160.